# The Singing Nun
The Singing Nun (Brasil: Dominique ou A Madre Superiora de Dominique) é um filme estadunidense de 1966, do gênero drama biográfico-musical, dirigido por Henry Koster, com roteiro de Sally Benson e John Furia Jr. baseado na vida de Jeanine Deckers, freira belga que compôs e gravou a canção "Dominique". 

## Prêmios e indicações
| Prêmio     | Categoria            | Recipiente   | Resultado |
| ---------- | -------------------- | ------------ | --------- |
| Oscar 1967 | Melhor trilha sonora | Harry Sukman | Indicado  |

## Elenco
- Debbie Reynolds ... Irmã Ann
- Ricardo Montalbán ... Padre Clementi
- Greer Garson ... Madre Superiora
- Agnes Moorehead ... Irmã Cluny
- Juanita Moore ... Irmã Mary
- Chad Everett ... Robert Gerarde
- Katharine Ross ... Nicole Arlien
- Tom Drake ... Fitzpatrick
- Charles Robinson ... Marauder
- Ed Sullivan ... Ele mesmo
- Ricky Cordell ... Dominic Arlien
- Michael Pate ... Senhor Arlien
- Larry D. Mann ... Senhor Duvries
- Monique Montaigne ... Irmã Michele
- Joyce Vanderveen ... Irmã Elise

## Sinopse
Freira belga que gosta de cantar e cuida de um orfanato vai ao programa The Ed Sullivan Show e fica famosa.

## Produção
Henry King fora anunciado originariamente como o diretor do filme, mas, por divergências com o produtor John Beck, foi substituído por Henry Koster.